# Herkules antilský
Herkules antilský (Dynastes hercules) je brouk, největší ze 6 zástupců rodu herkules (Dynastes).

## Popis
Dorůstá (včetně všech výrůstků) délky až 18 cm a někdy bývá (zejména ve starší literatuře) uváděn jakožto největší brouk, obvykle je však dávána přednost titánu obrovskému (Titanus giganteus) a také piluně velkozubé. Navíc pokud je posuzována spíše celková mohutnost nebo hmotnost a výčnělky jsou ignorovány, tak se v pořadí velikosti propadá níže. Vyskytuje se v deštném pralese Střední a Jižní Ameriky.
Charakteristická je také velká síla tohoto brouka, schopného unést předmět o hmotnosti v řádu stonásobků vlastní hmotnosti.

## Seznam poddruhů
- Dynastes hercules baudrii Pinchon, 1976
  - Rozšíření: Martinik
  - Velikost – samci: 50~100 mm – samice: 45~55 mm.

- Dynastes hercules bleuzeni Silvestre and Dechambre, 1995
  - Rozšíření: Venezuela
  - Velikost – samci: 55~155 mm – samice: 45~75 mm.

- Dynastes hercules ecuatorianus Ohaus, 1913
  - Rozšíření: Kolumbie, Peru, Ekvádor, Brazílie
  - Velikost – samci: 55~165 mm – samice: 50~80 mm.

- Dynastes hercules hercules Linnaeus, 1753.
  - Rozšíření: French Guadeloupe, Dominica
  - Velikost – samci: 45~178 mm – samice: 50~80 mm.

- Dynastes hercules lichyi Lachaume, 1985
  - Rozšíření: Kolumbie, Venezuela, Peru, Ekvádor, Bolívie, Brazílie
  - Velikost – samci: 55~170 mm – samice: 50~80 mm.

- Dynastes hercules morishimai Nagai, 2002
  - Rozšíření: Bolívie
  - Velikost – samci: 55~140 mm – samice: 50~75 mm.

- Dynastes hercules occidentalis Lachaume, 1985
  - Rozšíření: Panama, Kolumbie, Ekvádor
  - Velikost – samci: 55~145 mm – samice: 50~80 mm.

- Dynastes hercules paschoali Grossi and Arnaud, 1993
  - Rozšíření: Brazílie
  - Velikost – samci: 55~140 mm – samice: 50~70 mm.

- Dynastes hercules reidi Chalumeau, 1977
  - Rozšíření: Svatá Lucie
  - Velikost – samci: 50~110 mm – samice: 50~65 mm.

- Dynastes hercules septentrionalis Lachaume, 1985
  - Rozšíření: Mexiko, Belize, Salvador, Honduras, Guatemala, Nikaragua, Costa Rica, Panama
  - Velikost – samci: 55~150 mm – samice: 50~75 mm.

- Dynastes hercules takakuwai Nagai, 2002
  - Rozšíření: Brazílie
  - Velikost – samci: 55~140 mm – samice: 50~75 mm.

- Dynastes hercules trinidadensis Chalumeau and Reid, 1995
  - Rozšíření: Trinidad, Tobago
  - Velikost – samci: 55~140 mm – samice: 50~75 mm.

- Dynastes hercules tuxtlaensis Moron, 1993
  - Rozšíření: Mexiko
  - Velikost – samci: 55~110 mm – samice: 50~65 mm.

## Galerie

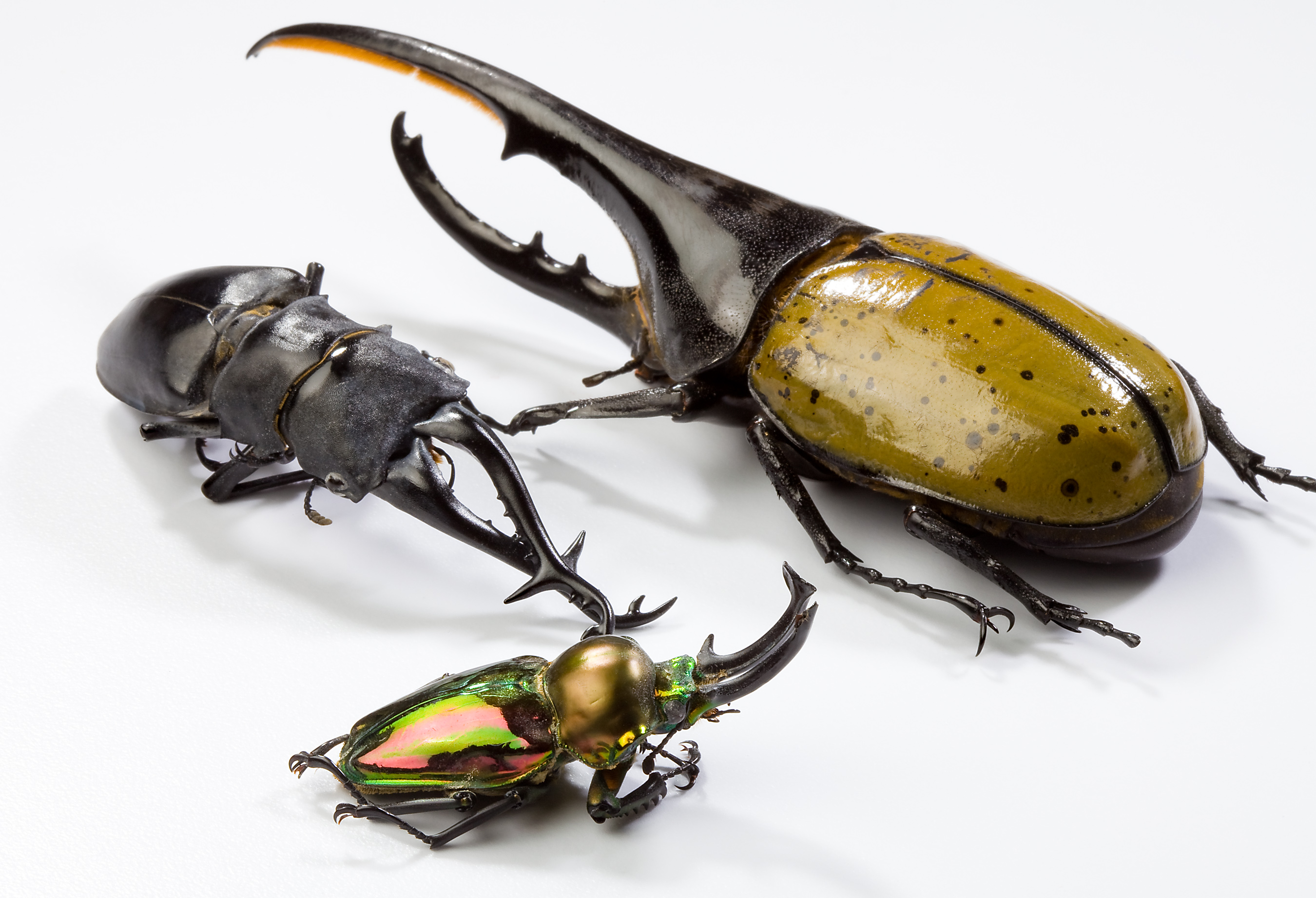
Herkules antilský
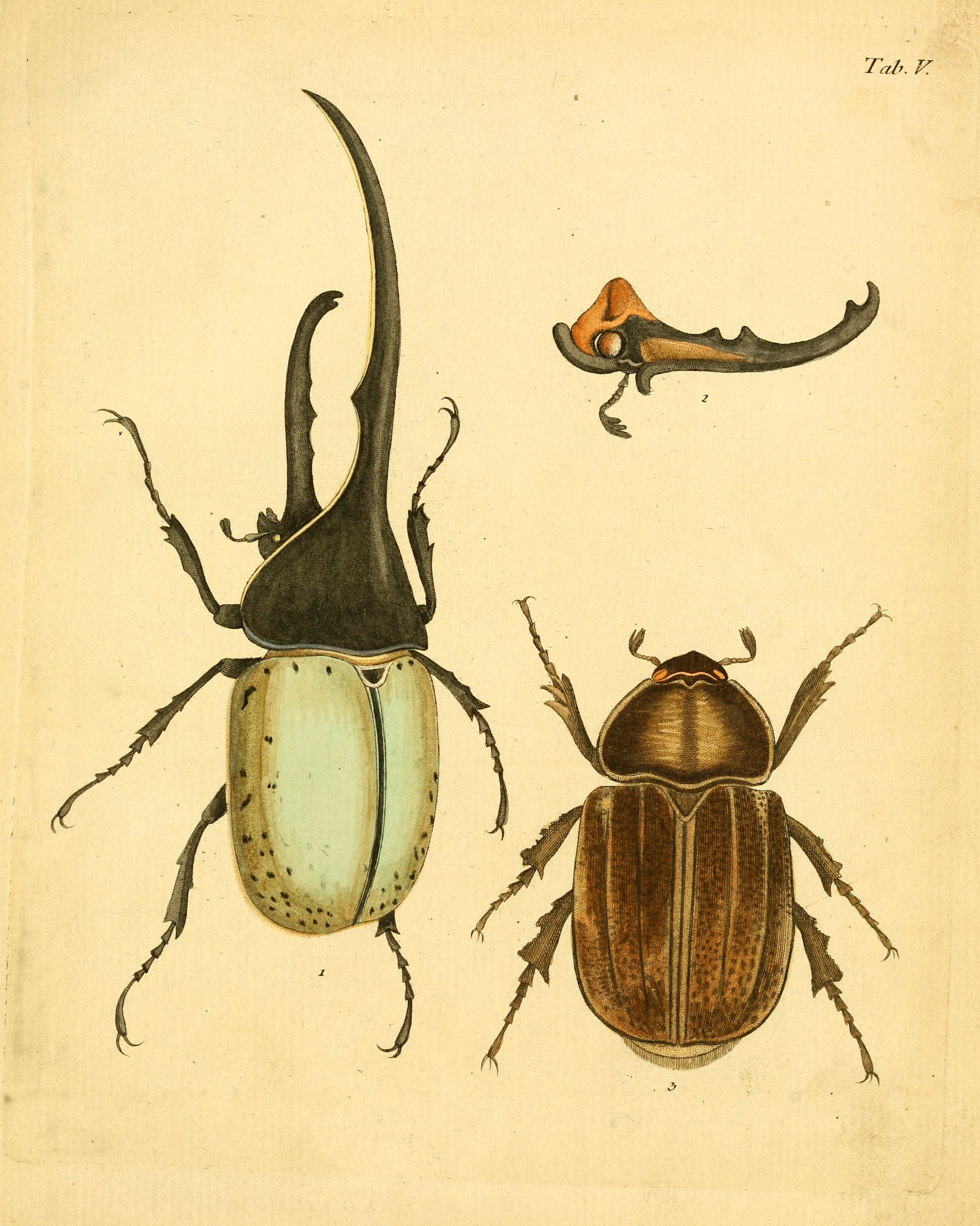
Herkules antilský
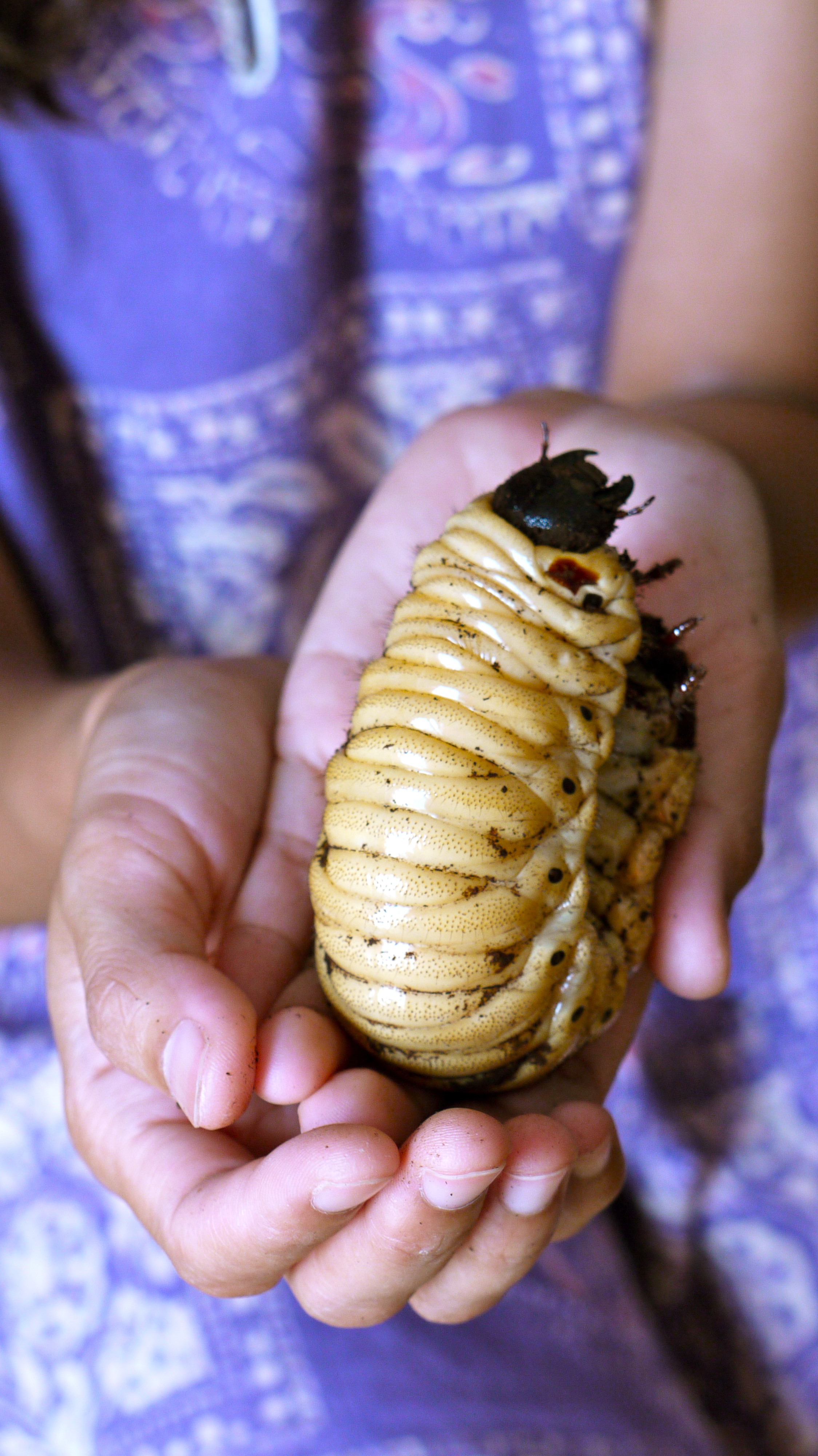
larva Herkulese antilského
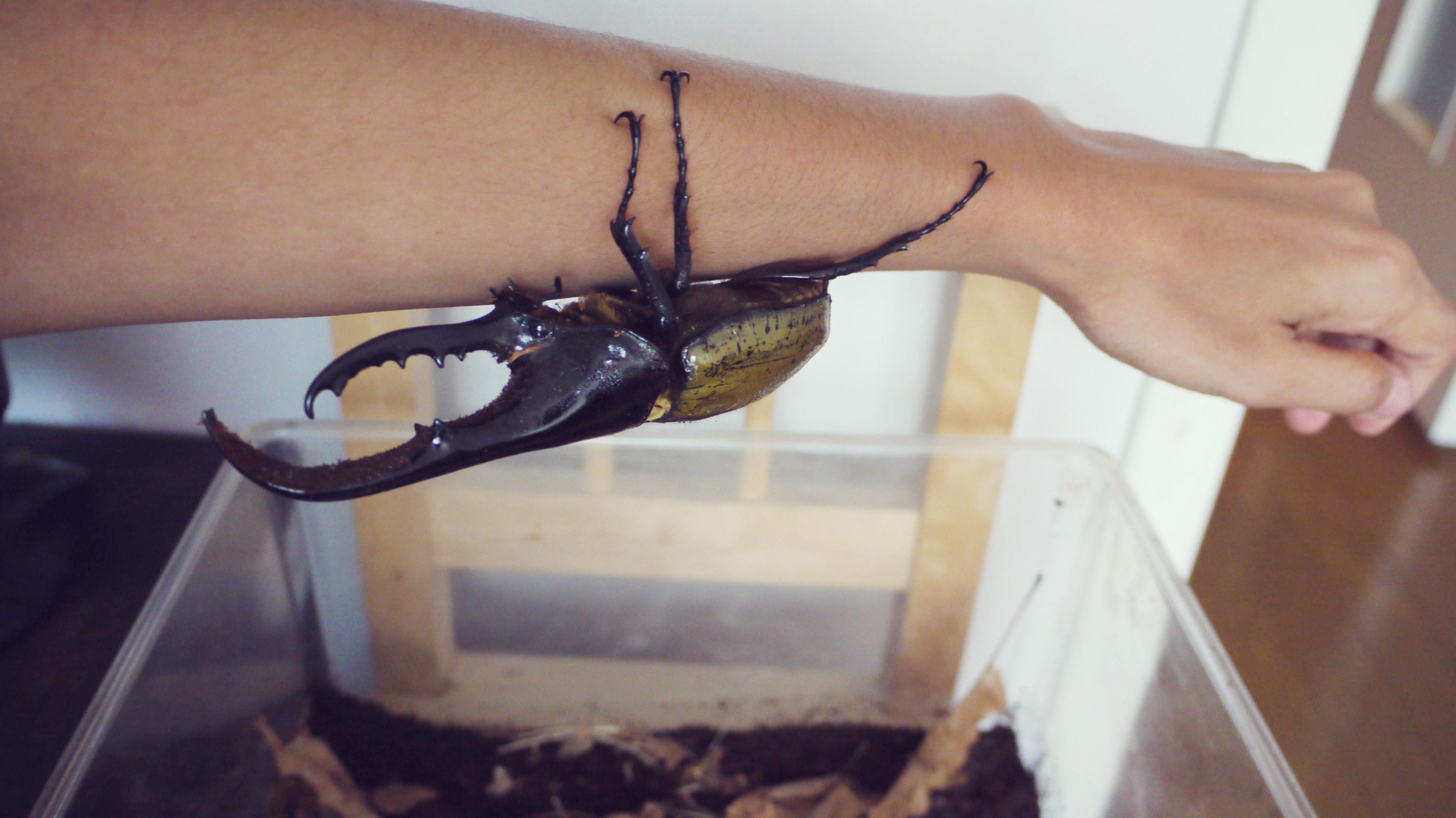
Dynastes hercules (sameček)
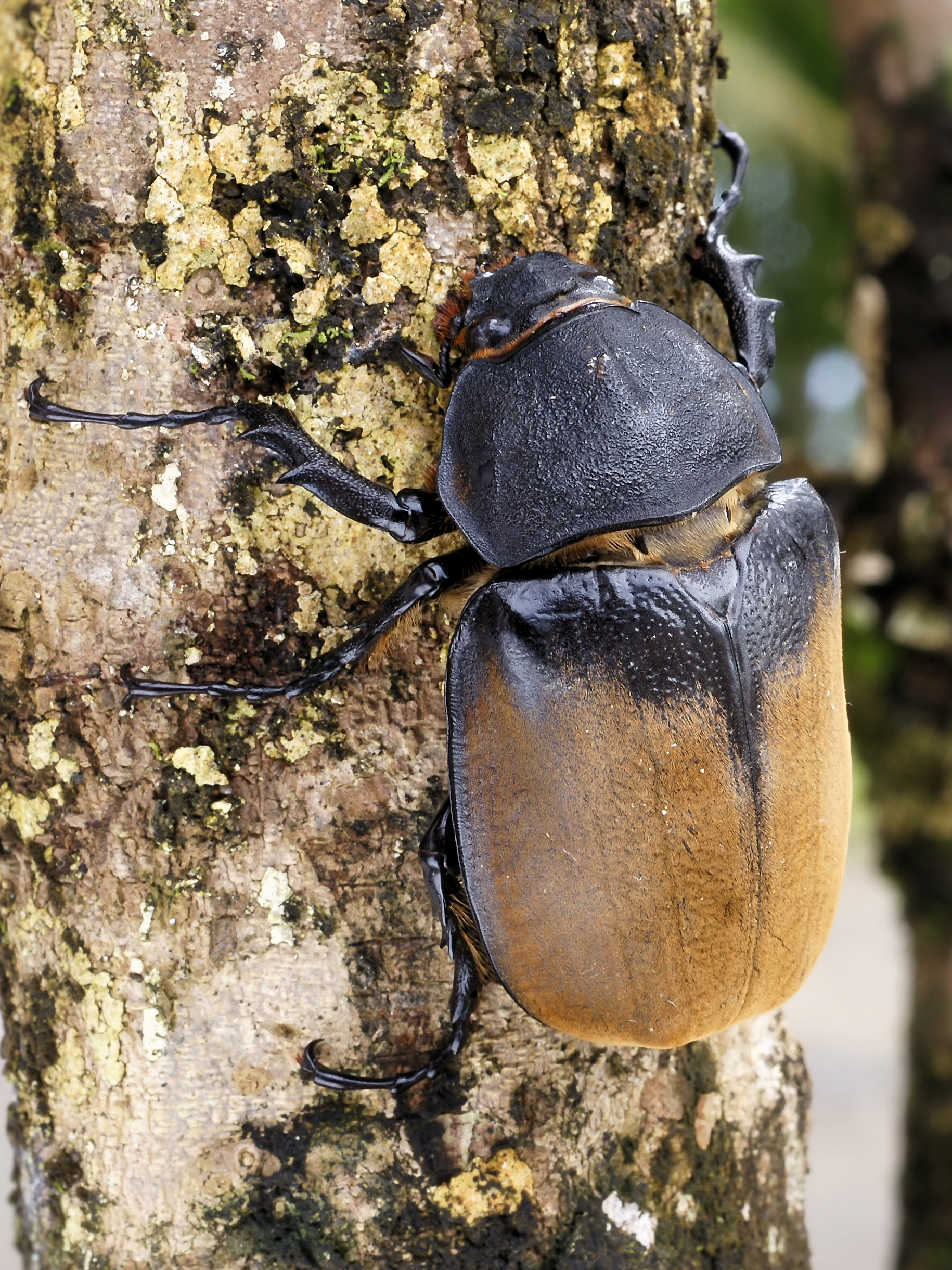
Dynastes hercules (samička)
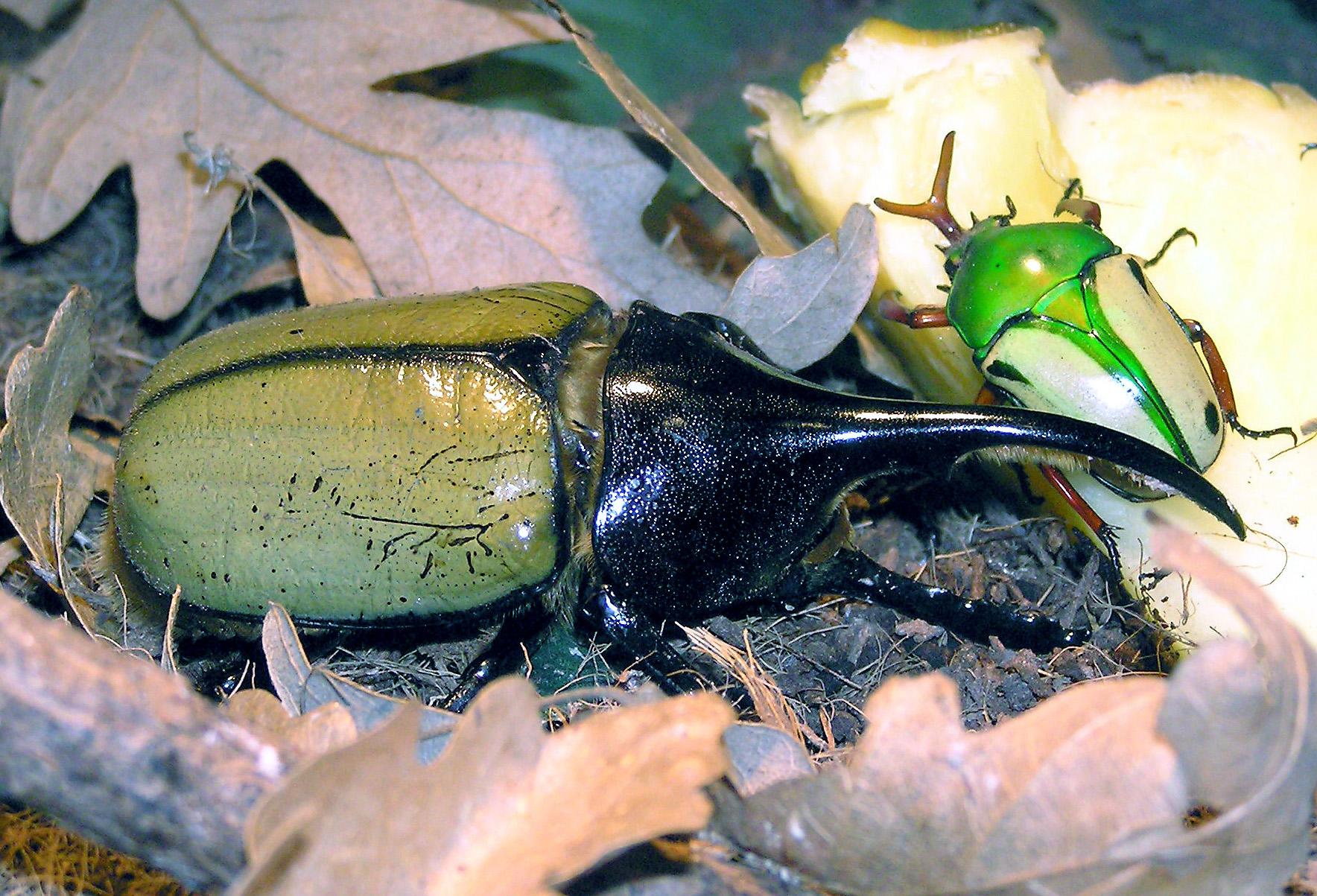
Herkules antilský